# Trichopeza milleri
Trichopeza milleri är en tvåvingeart som beskrevs av Smith 1989. Trichopeza milleri ingår i släktet Trichopeza och familjen Brachystomatidae. Inga underarter finns listade i Catalogue of Life.